# Samba Diawara
 (février 2025).
Si vous disposez d'ouvrages ou d'articles de référence ou si vous connaissez des sites web de qualité traitant du thème abordé ici, merci de compléter l'article en donnant les références utiles à sa vérifiabilité et en les liant à la section « Notes et références ».
Pour les articles homonymes, voir Diawara.
Samba Diawara, né le 15 mars 1978 à Paris (France), est un footballeur international malien ayant évolué au poste de défenseur central puis entraîneur. 
D’abord milieu défensif avant de devenir défenseur central, Samba Diawara a mené une carrière de près de vingt ans, passant notamment par le Red Star FC, l'ESTAC Troyes, et des clubs belges comme le Sporting de Charleroi et l'Union Saint-Gilloise avant de terminer sa carrière de joueur à l'AFC Tubize. 
Reconverti entraîneur, Samba Diawara s’est distingué par ses qualités de formateur et son rôle d’entraîneur adjoint. En 2024, après un intérim réussi en tant qu'entraîneur principal du Stade de Reims, il reprend ses fonctions d’entraîneur adjoint au sein du club champenois sous Luka Elsner. Le 3 février 2025, il devient de nouveau entraîneur principal, cette fois ci de manière pérenne. Peu de temps après, il parvient à qualifier le club en finale de la Coupe de France. Il compte 14 sélections avec l’équipe du Mali, avec laquelle il a participé à la Coupe d’Afrique des nations 2002.

## Biographie

### En club

#### Origines et débuts
Samba Diawara est originaire de Pierrefitte-sur-Seine, en région parisienne, où il grandit dans un environnement passionné par le football. Il fait ses premiers pas dans le sport à l’AS Pierrefitte dès l’âge de huit ans. Rapidement repéré pour sa polyvalence et son intelligence de jeu, il rejoint le centre de formation du Red Star FC en 1990, un club historique connu pour son rôle dans le développement des jeunes talents.

#### Red Star FC (1995-1999)
À l’âge de 17 ans, Samba Diawara intègre l’équipe première du Red Star FC, qui évolue alors en deuxième division. Dès ses débuts, il impressionne par sa capacité à évoluer à différents postes, d’abord comme milieu défensif avant d’être repositionné en défense. Après quatre saisons et 76 matchs avec le club, il rejoint l’ESTAC Troyes en 1999, avec laquelle il découvre la Ligue 1.
Cependant, une grave blessure interrompt ses débuts prometteurs en Ligue 1. Après une longue convalescence, il est prêté successivement au Istres FC et au Louhans-Cuiseaux FC, deux clubs évoluant également en Ligue 2, où il retrouve progressivement du temps de jeu et confirme son rôle de leader sur le terrain. En 2004, après un retour bref à l’ESTAC Troyes, il quitte définitivement le club pour rejoindre l’AFC Tubize en Belgique, marquant un tournant dans sa carrière.

#### ESTAC Troyes (1999-2004)
En 1999, il rejoint l’ESTAC Troyes en Ligue 1, où il connaît un début de carrière prometteur. Cependant, une grave blessure le tient éloigné des terrains pendant plus d’un an. À son retour, il peine à retrouver sa place de titulaire et est prêté successivement au Istres FC et au Louhans-Cuiseaux FC, deux clubs évoluant également en Ligue 2, où il retrouve du temps de jeu et relance sa carrière.

#### AFC Tubize (2004-2007)
En 2004, Samba Diawara part en Belgique pour rejoindre l’AFC Tubize, évoluant en Proximus League. Il y devient un pilier défensif, accumulant 86 matchs et 4 buts. Sa solidité en défense lui permet de se faire un nom en Belgique.

#### Sporting Charleroi (2007-2010)
Samba Diawara poursuit sa carrière en Belgique en signant au Sporting de Charleroi, où il devient un défenseur clé. Il dispute 89 matchs et marque 4 buts pendant ses trois saisons au club.

#### Union Saint-Gilloise (2010-2011)
En 2010, il rejoint l'Union Saint-Gilloise, en D2 belge, et continue de briller en défense. Il totalise 32 matchs et 3 buts, et sa saison permet à l’équipe de rester compétitive dans cette division.

#### Retour à Tubize et fin de carrière (2011-2014)
En 2011, après son passage à l’Union Saint-Gilloise, il retourne à l’AFC Tubize en tant que joueur et entraîneur-adjoint. Il termine sa carrière de joueur en 2014, avec un total de 55 matchs et 3 buts, avant de se consacrer pleinement à sa carrière d’entraîneur.

### En sélection nationale (1998-2003)
Samba Diawara fait ses débuts en sélection avec l’équipe nationale du Mali le 24 mars 1998. Il totalise 14 sélections et participe à la Coupe d’Afrique des nations 2002. Le Mali atteint les demi-finales de la compétition, mais est éliminé par le Cameroun de Samuel Eto’o. Il partage le terrain avec des joueurs emblématiques comme Seydou Keita, Mahamadou Diarra et son propre frère, Fousseni Diawara. Cette expérience marquante reste un point culminant de sa carrière internationale.

### Carrière d'entraîneur
Après avoir mis fin à sa carrière de joueur en 2014, Samba Diawara se lance dans une carrière d’entraîneur. Son parcours dans le domaine de la formation et de l’encadrement débute en 2012, lorsqu’il occupe le rôle d’entraîneur-joueur au sein du club belge de l’AFC Tubize.

#### AFC Tubize (2012-2014)
Samba Diawara commence sa carrière d’entraîneur en 2012, en parallèle de sa carrière de joueur, lorsqu’il devient entraîneur-joueur au sein de l’AFC Tubize. Dans ce rôle, il joue un rôle important dans le développement des jeunes talents tout en contribuant à la performance de l’équipe première. Après deux saisons réussies, il se consacre pleinement à sa carrière d’entraîneur et de formateur en 2014, après la fin de sa carrière de joueur. En tant qu’entraîneur, il s’occupe notamment de l’équipe réserve et est à l’origine de l’éclosion de plusieurs jeunes talents, qui intègrent régulièrement l’équipe première du club.

#### K Saint-Trond VV (2014-2017)
En 2014, Samba Diawara rejoint le club belge de première division, le K Saint-Trond VV, où il occupe la fonction de responsable de l’académie, plus particulièrement pour les joueurs de post-formation (U19). Sous sa direction, le club remporte un titre de champion de Belgique U19 en 2016, et il permet également à ses jeunes joueurs de se qualifier à deux reprises pour les “Play-offs” du championnat belge U21. Samba Diawara contribue au développement de plusieurs jeunes talents, notamment Edon Zhegrova, un talent prometteur qui se fera remarquer plus tard au niveau international.

#### Union Saint-Gilloise (2017-2018)
Après avoir marqué l’histoire avec l’académie du K Saint-Trond VV, Samba Diawara rejoint l’Union Saint-Gilloise en 2017, club en Division 1B (Proximus League). Il occupe le poste d’entraîneur-adjoint aux côtés du coach principal Marc Grosjean, et s’investit pleinement dans le développement des joueurs. Il travaille sur l’intégration des jeunes talents dans l’équipe première et permet au club de progresser dans cette compétition très compétitive.

#### Sporting de Charleroi (2018-2022)
Le 3 janvier 2018, Samba Diawara fait un grand saut dans sa carrière d’entraîneur en rejoignant le Sporting de Charleroi. Il arrive sous l’ère de Felice Mazzù, où il devient entraîneur adjoint et s’occupe également des Espoirs du club, travaillant avec les jeunes joueurs et les préparant à intégrer l’équipe professionnelle. Lorsque Felice Mazzù est remplacé par Karim Belhocine, Samba Diawara poursuit sa mission en tant qu’adjoint, et sous cette direction, le club continue de se qualifier régulièrement pour les “Play-offs” du championnat belge. Plus tard, sous la direction d’Edward Still, il conserve son rôle d’entraîneur adjoint, contribuant également à l’éclosion de jeunes talents comme Tchatchoua, Busi et Victor Osimhen, qui réussiront à se faire une place dans les championnats européens. Victor Osimhen, notamment, connaîtra un grand succès en Serie A avec le SSC Napoli, tandis que Busi et Tchatchoua rejoindront également la Serie A.

#### RSC Anderlecht (juin-novembre 2022)
En juin 2022, Samba Diawara rejoint le RSC Anderlecht en tant qu’entraîneur adjoint de Felice Mazzù. Cependant, après un début difficile pour le staff d’Anderlecht, Felice Mazzù est limogé en novembre 2022. Malgré l’échec global du staff, Samba Diawara est le seul membre du staff à être conservé en raison de son expertise dans le développement des jeunes joueurs. Il se voit confier la tâche de contribuer à l’épanouissement de jeunes promesses du club, notamment Julien Duranville, qui rejoindra le grand club européen du Borussia Dortmund quelques mois après son départ.

#### Stade de Reims (novembre 2022-)
Après son passage à Anderlecht, Samba Diawara est recruté par le Stade de Reims en novembre 2022 pour devenir l’adjoint de Will Still. Lors de son arrivée à Reims, il participe à une série impressionnante de 19 matchs d’invincibilité, une performance qui marque un tournant pour l’équipe. Le 2 mai 2024, après le départ de Will Still, il est promu entraîneur principal par intérim du Stade de Reims et termine la saison avec succès, obtenant des résultats notables face au Stade brestois 29, l'Olympique de Marseille et le Stade rennais FC. Après cet intérim réussi, il retrouve son rôle d’entraîneur adjoint pour la saison 2024-2025 sous la direction de Luka Elsner.
Le 3 février 2025, Luka Elsner et le Stade de Reims décident de mettre fin à leur collaboration avec effet immédiat,,. Samba Diawara assure donc l'intérim entre-temps. Le 20 février 2025, il est conforté comme entraîneur principal du Stade de Reims à la suite du limogeage de Luka Elsner,,. Il doit encore passer le brevet d'entraîneur professionnel de football (BEPF).

### Vie personnelle
Samba Diawara a grandi à Pierrefitte-sur-Seine, une commune de la banlieue parisienne. Il est le frère aîné de Fousseni Diawara, ancien footballeur professionnel, également international malien, qui a principalement évolué en Ligue 1, notamment à l’AS Saint-Étienne, et a également joué en Grèce. Abdoulaye Diawara, un autre de ses frères, a également évolué en tant que footballeur professionnel, jouant au SC Bastia et au Paris FC. La famille Diawara est donc bien implantée dans le monde du football, avec trois frères ayant fait carrière à différents niveaux du sport.
En dehors du football, Samba Diawara est passionné par le développement des jeunes talents et la formation. Il a toujours accordé une importance particulière à l’éducation des joueurs et à leur progression, en veillant à ce qu’ils soient non seulement prêts à évoluer au plus haut niveau, mais aussi préparés à la vie après le football. Cette philosophie de développement personnel et professionnel est au cœur de son approche d’entraîneur.

## Palmarès
- International malien: 14 sélections (1 but).
- Première sélection en Équipe du Mali le 24 mars 1998 (Mali 5 - 1 Libye).
- Participation à la Coupe d'Afrique des nations 2002 (2 matchs).